# Arcos (Pol)
Arcos (llamada oficialmente Santiago de Arcos de Frades) es una parroquia y una aldea española del municipio de Pol, en la provincia de Lugo, Galicia.

## Organización territorial
La parroquia está formada por una entidad de población:
- Arcos (Arcos de Frades)

## Demografía
Gráfica demográfica de la aldea y parroquia de Arcos según el INE español:
| Gráfica de evolución demográfica de Arcos entre 2000 y 2020 |
|                                                             |
| Datos según el nomenclátor publicado por el INE.            |